# Marina Lizorkina
Marina Lizorkina (Moscou, 9 juin 1983) est une chanteuse et peintre russe. Elle a fait partie du groupe Serebro, qu'elle a quitté en 2009.